# Тургаев, Александр Сергеевич
Алекса́ндр Серге́евич Турга́ев (род. 22 августа 1958) — советский и российский историк. Доктор исторических наук, профессор. Ректор Санкт-Петербургского государственного института культуры.  Заслуженный работник высшей школы Российской Федерации (2010).

## Биография
Родился 22 августа 1958 года в селе Вадовские Селищи Зубово-Полянского района Мордовской АССР.
В 1981 году окончил исторический факультет Ленинградского государственного университета, а в 1985 году — аспирантуру. Ученик профессора А. Л. Шапиро.
В 1985—1986 годах — ассистент кафедры дореволюционной отечественной истории Мордовского государственного университета. Кандидат исторических наук (1986, диссертация «Особенности социально-экономического положения пахотных солдат Северо-Запада России. 1832—1862»).
В 1986—1991 годах — преподаватель, старший преподаватель кафедры политической истории Ленинградского института авиационного приборостроения (ныне — ГУАП).
В 1991-1995 годах — доцент кафедры всемирной истории Ленинградского института точной механики и оптики.
С 1996 по 2010 год работал в Северо-Западной академии государственной службы: заместитель проректора (1996), проректор (1997), первый проректор, профессор кафедры истории и мировой политики (с 1998 года), профессор, заведующий кафедрой политологии (с 2001 по 2007 год), заведующий кафедрой истории и мировой политики (с 2007). В 2000 году в Санкт-Петербургском государственном университете защитил докторскую диссертацию на тему «Военные поселения и новгородские крестьяне. 1832—1857».
Заместитель председателя учёного совета СЗАГС, председатель учебно-методического совета СЗАГС. Заместитель председателя диссертационного совета СЗАГС (с 2000), входит в состав диссертационного совета СПбГУ (с 2001).
С 23 декабря 2010 года — ректор Санкт-Петербургского государственного института культуры.
Сфера научных интересов — история и теория государственного управления и государственной службы в России, национальная безопасность России, государственная культурная политика.  Культуролог С.Н. Гавров отмечает: 

 Учебное пособие по «Основам государственной культурной политики», создано силами авторского коллектива профессорско-преподавательского состава СПбГИК…, – европейцев, ощущающих ценность европейской культуры, умеренных западников. Сегодня даже такое гомеопатическое западничество важно для будущего российской культуры… прогрессистом, в духе Г. А. Арбатова и Е. М. Примакова при позднем Л. И. Брежневе, выступил редактор учебного пособия, ректор СПбГИК, профессор А. С. Тургаев.

Автор более 70 научных работ, в том числе 5 монографий.
Член редколлегии журнала «Личность. Культура. Общество». Подготовил более 10 кандидатов и двух докторов наук.
В 2014 году подписал Коллективное обращение деятелей культуры Российской Федерации в поддержку политики президента РФ В. В. Путина на Украине и в Крыму.

## Награды
- орден Дружбы (2004)[4]
- орден Петра Великого I степени — за заслуги и большой личный вклад в развитие отечественной науки и образования.
- медаль «В память 300-летия Санкт-Петербурга».
- Заслуженный работник высшей школы Российской Федерации (2010)[5]

## Основные сочинения
1. Пахотные солдаты. Особенности управления и социально-экономического положения. — СПб., 1998.
2. Военные поселения на Северо-Западе России в 1816—1863 гг. — СПб., 2000.
3. Высшие органы государственного управления России IX—XX вв. — СПб., 2000 (в соавторстве).
4. Национальная безопасность Российской Федерации — СПб., 2004 (в соавторстве).
5. Геополитика. — СПб., 2008.
6. Политология : ответы на экзаменационные билеты. СПб., 2007. (в соавторстве)
7. Политология в схемах и комментариях. СПб., 2005 (в соавторстве)
8. Политическое насилие и политическая преступность : (политико-правовые аспекты). СПб., 2008 (в соавторстве)
9. Социология. Учебник для бакалавров. СПб., 2016. (главный редактор, автор раздела).

## Критика
По данным вольного сетевого сообщества «Диссернет», являлся фигурантом  диссертаций, которые содержат масштабные заимствования, не оформленные как цитаты